# Рудник Хандіза
Рудник Хандіза — гірничодобувний майданчик в Узбекистані, призначений для розробки однойменного поліметалічного родовища.
Розробку родовища організував Алмалицький гірничо-металургійний комбінат, при цьому Хандіза лежить в Сурахндар'їнській області на значній — близько двох з половиною сотень кілометрів — відстані від інших активів комбінату, що сконцентровані в районі багатого на рудні родовища Курамінського хребта.
Першу руду видали у 2009 році, а в 2015-му копальня вийшла на проєктний рівень, що становить 650 тисяч тонн руди на рік. Розробка ведеться підземним способом із використанням ухилів, глибина яких стосовно вхідного порталу станом на 2023 рік сягнула 175 метрів.
Видобута руда проходить підготовку на належній до копальні Хандіза збагачувальній фуабриці, що при роботі на проєктних параметрах має щорічно видавати 60 тисяч тонн цинкового, 30 тисяч тонн свинцевого та 3 тисячі тонн мідного концентрату.
Цинковий та мідний комбінати відправляють на плавильні заводи Алмалицького комбінату, тоді як свинцевий концентрат експортується.